# Jean Jules Linden
Jean Jules Linden, född den 12 februari 1817 i Luxemburg, död den 12 januari 1898 i Bryssel, var en belgisk botaniker specialiserad på orkidéer, upptäcktsresande, hortonom och affärsman.
Linden studerade vid Athénée de Luxembourg fram till 1834 och därefter vid Université Libre de Bruxelles. 1835 sökte och antogs Linden till en resa till Latinamerika på uppdrag av den belgiska regeringen, den 25 september 1835 lämnade han Antwerpen tillsammans med Nicolas Funck och Auguste Ghiesbreght och anlände till Brasilien den 27 december. De blev kvar i Brasilien och samlade växter och djur för att återvända till Belgien i mars 1837. Under denna resa väcktes Lindens livslånga intresse för orkidéer. 
I september 1837 lämnade samma trio Le Havre och anlände till Havanna i december. Teamet forskade i Kuba och Mexiko där se samlade levande djur och växter fram till 1840.
Linden gjorde många expeditioner där han studerade orkidéer i deras naturliga miljö. Hans upptäckter revolutionerade odlingen av orkidéer under europeiska förhållanden. Tidigare hade orkidéer hållits i alldeles för höga temperaturer vilket resulterat i hög dödlighet.
Linden har fått arterna Iresine lindenii, Phalaenopsis lindenii och Polyrrhiza lindenii uppkallade efter sig.
Auktorsnamnet Linden kan användas för Jean Jules Linden i samband med ett vetenskapligt namn inom botaniken; se Wikipediaartiklar som länkar till auktorsnamnet.